# لاورنتیو روزو
لاورنتیو روزو (انگلیسی: Laurențiu Roșu؛ زادهٔ ۲۶ اکتبر ۱۹۷۵) بازیکن سابق فوتبال رومانیایی-اسپانیایی است که به عنوان مهاجم یا وینگر بازی می‌کرد و اکنون مربی است.
وی همچنین در تیم ملی فوتبال رومانی بازی کرده‌است.